# Tunnel du col de Cabre
Le tunnel du col de Cabre est un tunnel ferroviaire français de la ligne de Livron à Aspres-sur-Buëch. Long de 3 764 m, il permet le passage du point culminant de la ligne au col de Cabre sur les communes de Beaurières (Drôme) et de La Beaume (Hautes-Alpes).
Mis en service le 1er juin 1894 par la Compagnie des chemins de fer de Paris à Lyon et à la Méditerranée (PLM), il est exploité pour un trafic comprenant essentiellement des trains de voyageurs (TER et Intercités de nuit).

## Situation ferroviaire
Le tunnel du col de Cabre est situé sur la ligne de Livron à Aspres-sur-Buëch entre les gares de Luc-en-Diois et Aspres-sur-Buëch aux limites des départements de la Drôme et des Hautes-Alpes.

## Description
Ce tunnel, dimensionné pour deux voies afin d'en faciliter l’aération, présente une longueur de 3 764 mètres percé entre 1886 à 1891 dans un terrain de très mauvaise qualité. 
L'ouvrage comprend également deux cheminées d’aération de 185 et 100 mètres de hauteur, situées à moitié et aux trois quarts de sa longueur. Un cartouche surmontant le fronton de sortie indique la date de début et de fin de construction.

## Histoire

### Création
Selon l'ouvrage L'étoile de Veynes, ouvrage collectif publié par les Presses et Éditions Ferroviaires, parue le 31 juillet 1878, les autorités décident que la ligne de Livron à Aspres-sur-Buëch passerait sous le col de Cabre. Le tunnel serait construit au gabarit double voie pour faciliter l'aération.
Le percement commença le 22 mars 1886 des deux côtés en même temps. Côté Beaurières, un groupe de maisons en pierre fut construit pour l'hébergement des ouvriers et de leurs familles. Ce hameau provisoire comprenait également une école.
Le 20 juin 1887 à 5 h 50 du matin, alors que les travailleurs pénétraient dans le souterrain côté Beaurière, un coup de grisou entraîna la mort de sept d'entre eux et blessant grièvement trente-deux autres. Aucun ne fut tué par l'explosion mais par la projection de cintres en fer, placés pour recevoir la maçonnerie de l'anneau de la voûte. Il fut alors décidé de creuser un puits d'aération de 185 m (La Gargarotte) pour évacuer le gaz et faciliter l'aération. Un second de 100 mètres (La Penne) fut percé ensuite pour éviter tout problème lors de l'exploitation.
Le 16 février 1890, le souterrain était entièrement percé et le 17 mai, les maçonneries finies. Les traverses et les rails sont posés début 1891. La ligne est mise en service le 1er juin 1894.

### Seconde Guerre mondiale
Les hommes de la Résistance intérieure française réussirent à couper la ligne durant deux mois en 1943 afin d'empêcher son usage par l'armée allemande d'occupation.
Remise en service avant Noël 1943, des résistants firent dérailler un train ramenant d’Italie des soldats SS et des munitions entraînant la mort de dix-neuf personnes. Sur la base de trois déportés pour chaque mort, les autorités allemandes procédèrent à la rafle de cinquante-sept habitants des villages proches dont trente-huit moururent en déportation.

### XXIesiècle
En octobre 2017, en parallèle à des travaux de voiries, la partie supérieure du tunnel a été renforcée, grâce à l'apport de coques en béton projetées sur les voûtes.